# Nati nel 1978/Aprile
| Questa pagina contiene informazioni ricavate automaticamente dalle voci biografiche con l'ausilio del template Bio e di un bot. L'aggiornamento è periodico e automatico e ricostruisce completamente la pagina. Se manca una persona in questa lista, sei pregato di non aggiungerla, ma accertati piuttosto che la sua voce biografica contenga il template Bio e che i dati anagrafici siano correttamente compilati. Se il template Bio manca, inseriscilo tu stesso o, in alternativa, metti l'avviso {{tmp\|Bio}} che ne segnala la mancanza. Se i dati riportati sono sbagliati, correggi direttamente la voce biografica; le modifiche saranno visibili in questa lista entro pochi giorni. Per chiarimenti vedi il progetto biografie. La lista contiene solo le 373 persone che sono citate nell'enciclopedia e per le quali è stato implementato correttamente il template Bio. Pagina aggiornata al 10 ago 2025. |

- 1º aprile - Maxime Agueh, ex calciatore beninese
- 1º aprile - Rune Berger, allenatore di calcio e ex calciatore norvegese
- 1º aprile - Antonio de Nigris, calciatore messicano († 2009)
- 1º aprile - Jean-Pierre Dumont, ex hockeista su ghiaccio canadese
- 1º aprile - Rolandas Džiaukštas, ex calciatore lituano
- 1º aprile - JJ Feild, attore britannico
- 1º aprile - Tom Harald Hagen, arbitro di calcio norvegese
- 1º aprile - Freddy Juarez, allenatore di calcio e ex calciatore statunitense
- 1º aprile - Andrej Karjaka, ex calciatore russo
- 1º aprile - Anamaria Marinca, attrice rumena
- 1º aprile - Stian Reinertsen, giocatore di calcio a 5 e ex calciatore norvegese
- 1º aprile - Marco Rossi, dirigente sportivo e ex calciatore italiano
- 1º aprile - Sébastien Roth, allenatore di calcio e ex calciatore svizzero
- 1º aprile - Akram Roumani, ex calciatore marocchino
- 1º aprile - Nico Sijmens, ex ciclista su strada belga
- 1º aprile - Etan Thomas, ex cestista statunitense
- 1º aprile - Miroslava Vavrinec, ex tennista slovacca
- 1º aprile - Nawaf bin Faysal Al Sa'ud, principe, dirigente sportivo e politico saudita
- 1º aprile - Marian Álvarez, attrice spagnola
- 1º aprile - Özge Özder, attrice turca
- 2 aprile - Karim Belhocine, allenatore di calcio e ex calciatore francese
- 2 aprile - Nicholas Berg, imprenditore statunitense († 2004)
- 2 aprile - Junior Fisher, calciatore britannico
- 2 aprile - Danilo Iervolino, imprenditore italiano
- 2 aprile - Scott Lynch, scrittore statunitense
- 2 aprile - Jaime Ray Newman, attrice statunitense
- 2 aprile - Deon Richmond, attore statunitense
- 2 aprile - Daniel Rodríguez, allenatore di calcio a 5 e ex giocatore di calcio a 5 spagnolo
- 2 aprile - Valérie Sajdik, cantante austriaca
- 2 aprile - Silvia Salemi, cantautrice, conduttrice televisiva e conduttrice radiofonica italiana
- 2 aprile - Alberto Schiavon, snowboarder italiano
- 2 aprile - Griselda Siciliani, attrice argentina
- 3 aprile - Lorenzo Ceccotti, illustratore, fumettista e musicista italiano
- 3 aprile - Tim Cornelisse, ex calciatore olandese
- 3 aprile - Matthew Goode, attore britannico
- 3 aprile - Michael Gravgaard, ex calciatore danese
- 3 aprile - Tommy Haas, ex tennista tedesco
- 3 aprile - Jillionaire, disc jockey e produttore discografico trinidadiano
- 3 aprile - Karyme Lozano, attrice messicana
- 3 aprile - Luca Moncada, canottiere italiano
- 3 aprile - John Smit, ex rugbista a 15 sudafricano
- 3 aprile - Daniele Veggiato, ex hockeista su ghiaccio italiano
- 3 aprile - Jaquay Walls, ex cestista statunitense
- 4 aprile - Ana Asensio, attrice e regista spagnola
- 4 aprile - Renato Felizardo, pallavolista brasiliano
- 4 aprile - Imad Khoshaba Gargees, arcivescovo cattolico iracheno
- 4 aprile - Matthew MacCaull, attore canadese
- 4 aprile - Alan Mahon, ex calciatore irlandese
- 4 aprile - Mkueni Mayala, ex calciatore della Repubblica Democratica del Congo
- 4 aprile - Sven Neuhaus, ex calciatore tedesco
- 4 aprile - Lemar, cantautore e produttore discografico britannico
- 4 aprile - Irene Skliva, modella e personaggio televisivo greca
- 4 aprile - René Wolff, ex pistard tedesco
- 4 aprile - Aska Yang, cantante taiwanese
- 4 aprile - Jurica Žuža, ex cestista e allenatore di pallacanestro croato
- 5 aprile - Franziska van Almsick, ex nuotatrice tedesca
- 5 aprile - Jérôme Arpinon, allenatore di calcio francese
- 5 aprile - Dwain Chambers, ex velocista e ex giocatore di football americano britannico
- 5 aprile - Marcone Amaral Costa Júnior, ex calciatore brasiliano
- 5 aprile - Tarek El-Said, ex calciatore egiziano
- 5 aprile - Stephen Jackson, ex cestista statunitense
- 5 aprile - Sohyang, cantante e scrittrice sudcoreana
- 5 aprile - Olek, artista polacca
- 5 aprile - Jairo Patiño, allenatore di calcio e ex calciatore colombiano
- 5 aprile - Helgi Petersen, ex calciatore faroese
- 5 aprile - Steinar Tenden, ex calciatore norvegese
- 5 aprile - Arnaud Tournant, ex pistard francese
- 5 aprile - Christiano Florêncio da Silva, ex calciatore brasiliano
- 6 aprile - Daphny van den Brand, ex ciclocrossista, mountain biker e ciclista su strada olandese
- 6 aprile - Imani Coppola, cantautrice e violinista statunitense
- 6 aprile - Robert Glasper, pianista e produttore discografico statunitense
- 6 aprile - Thomas Herschmiller, canottiere canadese
- 6 aprile - Myleene Klass, cantante, conduttrice televisiva e conduttrice radiofonica britannica
- 6 aprile - Nicola Mayr, ex pattinatrice di velocità su ghiaccio italiana
- 6 aprile - Martin Mendez, bassista uruguaiano
- 6 aprile - Valentina Pedicini, regista e sceneggiatrice italiana († 2020)
- 6 aprile - Fabiano Pereira da Costa, ex calciatore brasiliano
- 6 aprile - Stig Arild Råket, calciatore norvegese
- 6 aprile - Lauren Ridloff, attrice e insegnante statunitense
- 6 aprile - Igor' Semšov, allenatore di calcio e ex calciatore russo
- 6 aprile - Robert Tom, ex calciatore vanuatuano
- 6 aprile - Levys Torres, ex cestista colombiana
- 6 aprile - Jaco van der Westhuyzen, rugbista a 15 sudafricano
- 7 aprile - Jimmy Akingbola, attore britannico
- 7 aprile - Matteo Beretta, ex calciatore italiano
- 7 aprile - Davor Dominiković, ex pallamanista e allenatore di pallamano croato
- 7 aprile - Gorka Fraile, ex tennista spagnolo
- 7 aprile - Duncan James, cantante e conduttore televisivo britannico
- 7 aprile - Lilia Osterloh, ex tennista statunitense
- 7 aprile - Greta Panettieri, cantante, musicista e paroliera italiana
- 7 aprile - Neil Roberts, ex calciatore gallese
- 7 aprile - Vladimir Volčkov, allenatore di tennis e ex tennista bielorusso
- 7 aprile - Marius Țincu, allenatore di rugby a 15 e ex rugbista a 15 rumeno
- 8 aprile - Mathieu Assou-Ekotto, ex calciatore camerunese
- 8 aprile - Didier Domi, ex calciatore francese
- 8 aprile - Bernt Haas, ex calciatore svizzero
- 8 aprile - Paola Núñez, attrice messicana
- 8 aprile - Mario Pestano, ex discobolo spagnolo
- 8 aprile - Rachel Roberts, attrice e modella canadese
- 8 aprile - Evans Rutto, maratoneta e mezzofondista keniota
- 8 aprile - Anja Schneiderheinze, ex bobbista tedesca
- 8 aprile - Christian Tafdrup, regista, attore e sceneggiatore danese
- 8 aprile - Jevhenija Vlasova, cantautrice ucraina
- 9 aprile - Jorge Andrade, allenatore di calcio e ex calciatore portoghese
- 9 aprile - Dmïtrïý Byakov, ex calciatore kazako
- 9 aprile - Cameron Cartio, cantante iraniano
- 9 aprile - Artem Cepotan, scacchista ucraino
- 9 aprile - Alex Gaumond, attore e cantante canadese
- 9 aprile - Naman Keïta, ostacolista e velocista francese
- 9 aprile - Amélie Oudéa-Castéra, ex tennista e politica francese
- 9 aprile - Vesna Pisarović, cantante croata
- 9 aprile - Maxime Prévot, politico belga
- 9 aprile - Salva Reina, attore, comico e cabarettista spagnolo
- 9 aprile - Cristina Stahl, schermitrice rumena
- 9 aprile - Rachel Stevens, cantante, attrice e personaggio televisivo inglese
- 9 aprile - Andrea Tomatis, allenatore di pallavolo italiano
- 9 aprile - Geronimo Villanueva, astronomo argentino
- 10 aprile - Jana Čiperová, ex cestista ceca
- 10 aprile - Sandra Douglass Morgan, avvocato e dirigente sportivo statunitense
- 10 aprile - Óscar Hernández, allenatore di tennis e ex tennista spagnolo
- 10 aprile - Joe Pack, ex sciatore freestyle statunitense
- 10 aprile - Verena Pötzl, cantante austriaca
- 10 aprile - Rustam Saparow, ex calciatore turkmeno
- 10 aprile - Hana Šromová, ex tennista ceca
- 10 aprile - Kelly Stafford, attrice pornografica britannica
- 11 aprile - Richard Bokatola, ex calciatore congolese (Repubblica del Congo)
- 11 aprile - Ruy Bueno Neto, ex calciatore brasiliano
- 11 aprile - Tom Caluwé, allenatore di calcio e ex calciatore belga
- 11 aprile - Ben Clymer, ex hockeista su ghiaccio statunitense
- 11 aprile - Prince Daye, ex calciatore liberiano
- 11 aprile - David Ducourtioux, ex calciatore francese
- 11 aprile - Walter Guglielmone, ex calciatore uruguaiano
- 11 aprile - Kevin Hulsmans, ex ciclista su strada belga
- 11 aprile - Laura Jean McKay, scrittrice australiana
- 11 aprile - Massimo Minetti, calciatore italiano
- 11 aprile - Bechir Mogaadi, ex calciatore tunisino
- 11 aprile - Gabriele Paoletti, ex calciatore italiano
- 11 aprile - Ariel Rosada, ex calciatore argentino
- 11 aprile - Victor Sikora, ex calciatore olandese
- 12 aprile - Stanislav Angelov, ex calciatore bulgaro
- 12 aprile - Luca Argentero, attore, personaggio televisivo e ex modello italiano
- 12 aprile - Guy Berryman, polistrumentista britannico
- 12 aprile - Mandy Bright, attrice pornografica ungherese
- 12 aprile - Davide Calabrese, attore, cantante e cabarettista italiano
- 12 aprile - John DeFilippo, allenatore di football americano statunitense
- 12 aprile - Svetlana Lapina, ex altista russa
- 12 aprile - Carolina Marconi, showgirl, attrice e imprenditrice venezuelana
- 12 aprile - Linda Ogugua, ex cestista nigeriana
- 12 aprile - Chrīstos Pogiatzīs, allenatore di calcio e ex calciatore cipriota
- 12 aprile - Andrés San Martín, ex calciatore argentino
- 12 aprile - Riley Smith, attore e cantante statunitense
- 13 aprile - Kyle Howard, attore statunitense
- 13 aprile - Masamitsu Kobayashi, ex calciatore giapponese
- 13 aprile - Iván López, ex calciatore colombiano
- 13 aprile - Sylvie Meis, modella e showgirl olandese
- 13 aprile - Carles Puyol, dirigente sportivo e ex calciatore spagnolo
- 13 aprile - Antoni Sivera, ex calciatore andorrano
- 13 aprile - Raemon Sluiter, allenatore di tennis e ex tennista olandese
- 13 aprile - Vladimir Smirnov, ex ciclista su strada lituano
- 13 aprile - Shiori Teshirogi, fumettista giapponese
- 13 aprile - Edvaldo Valério, ex nuotatore brasiliano
- 13 aprile - Alexander Voigt, ex calciatore tedesco
- 13 aprile - Annalisa Zanierato, ex cestista italiana
- 14 aprile - Tony Bombardieri, ex pattinatrice artistica su ghiaccio italiana
- 14 aprile - Sorin Botiș, allenatore di calcio e ex calciatore rumeno
- 14 aprile - Adnan Čustović, allenatore di calcio e ex calciatore bosniaco
- 14 aprile - Bente Giljarhus, ex sciatrice alpina norvegese
- 14 aprile - Georgina Harland, pentatleta britannica
- 14 aprile - Louisy Joseph, cantante francese
- 14 aprile - Roland Lessing, ex biatleta estone
- 14 aprile - Kaori Muraji, chitarrista giapponese
- 14 aprile - Toni Söderholm, allenatore di hockey su ghiaccio e ex hockeista su ghiaccio finlandese
- 15 aprile - Austin Aries, wrestler statunitense
- 15 aprile - Soumaila Coulibaly, ex calciatore maliano
- 15 aprile - Metal Carter, rapper italiano
- 15 aprile - Luis Fonsi, cantautore e attore portoricano
- 15 aprile - Travis Hansen, ex cestista statunitense
- 15 aprile - Iván Rodríguez Rabell, ex calciatore spagnolo
- 15 aprile - Mustafa Keçeli, ex calciatore turco
- 15 aprile - Giorgi Latsabidze, pianista e compositore georgiano
- 15 aprile - Luvia Petersen, attrice canadese
- 15 aprile - Sue Rolph, ex nuotatrice britannica
- 15 aprile - Chris Stapleton, cantautore, chitarrista e produttore discografico statunitense
- 15 aprile - Helena Costa, dirigente sportiva e allenatrice di calcio portoghese
- 16 aprile - An Hyo-yeon, ex calciatore sudcoreano
- 16 aprile - Lexa Bibi, ex calciatore vanuatuano
- 16 aprile - Alex Brown, ex calciatore liberiano
- 16 aprile - Arnaud Casquette, ex lunghista mauriziano
- 16 aprile - Boyd Devereaux, ex hockeista su ghiaccio canadese
- 16 aprile - Lara Dutta, attrice e modella indiana
- 16 aprile - Julie Duvillard, ex sciatrice alpina e sciatrice freestyle francese
- 16 aprile - Nikki Griffin, attrice statunitense
- 16 aprile - Noam Okun, ex tennista israeliano
- 16 aprile - Elena Prochorova, multiplista russa
- 16 aprile - Kristin Proctor, attrice statunitense
- 16 aprile - Shi Haiying, schermitrice cinese
- 16 aprile - Igor Tudor, allenatore di calcio e ex calciatore croato
- 16 aprile - Ivan Urgant, conduttore televisivo, attore e musicista russo
- 16 aprile - André Valadão, cantante, religioso e imprenditore brasiliano
- 17 aprile - Monika Bergmann, ex sciatrice alpina tedesca
- 17 aprile - Juan Castillo, ex calciatore uruguaiano
- 17 aprile - Bjørn Dahl, calciatore norvegese
- 17 aprile - Felipe Reinaldo da Silva, ex calciatore brasiliano
- 17 aprile - Lindsay Hartley, attrice, regista e sceneggiatrice statunitense
- 17 aprile - Henry Lapczyk, ex calciatore paraguaiano
- 17 aprile - Loukas Louka, ex calciatore cipriota
- 17 aprile - Hannu Manninen, ex combinatista nordico e ex fondista finlandese
- 17 aprile - Maylana Martin, ex cestista e allenatrice di pallacanestro statunitense
- 17 aprile - Arild Sundgot, allenatore di calcio e ex calciatore norvegese
- 17 aprile - Jason White, ex rugbista a 15 britannico
- 17 aprile - Anna Wielebnowska, ex cestista polacca
- 17 aprile - Satoshi Yamaguchi, allenatore di calcio e ex calciatore giapponese
- 18 aprile - Fabio D'Auria, fumettista italiano
- 18 aprile - DJ Kryst-Off, disc jockey e produttore discografico francese
- 18 aprile - Dedê, ex calciatore brasiliano
- 18 aprile - Dias Caires, ex calciatore angolano
- 18 aprile - Ryan Gardner, ex hockeista su ghiaccio canadese
- 18 aprile - Lenka Háječková, giocatrice di beach volley ceca
- 18 aprile - Medhi Leroy, ex calciatore francese
- 18 aprile - Malcolm Licari, ex calciatore maltese
- 18 aprile - Baran bo Odar, sceneggiatore e regista svizzero
- 18 aprile - Luciano Pagliarini, ex ciclista su strada brasiliano
- 18 aprile - Vanja Rupena, modella e conduttrice televisiva croata
- 18 aprile - Amanda Sthers, scrittrice, sceneggiatrice e regista francese
- 18 aprile - Ryōta Tsuzuki, ex calciatore giapponese
- 18 aprile - Massimo Valentini, sassofonista italiano
- 19 aprile - Giulia Casoni, ex tennista italiana
- 19 aprile - Pedro Fernández Espinosa, ex cestista spagnolo
- 19 aprile - Rasmus Fleischer, giornalista svedese
- 19 aprile - James Franco, attore, regista e sceneggiatore statunitense
- 19 aprile - Silvia Gottardi, ex cestista e blogger italiana
- 19 aprile - Pietro Grossi, scrittore italiano
- 19 aprile - Gabriel Heinze, allenatore di calcio e ex calciatore argentino
- 19 aprile - Jeanne Herry, attrice e regista francese
- 19 aprile - Amber Lawrence, cantante australiana
- 19 aprile - Geordan Murphy, ex rugbista a 15 e allenatore di rugby a 15 irlandese
- 19 aprile - Abdel Hakim Mohamed, ex giocatore di calcio a 5 egiziano
- 19 aprile - Jens Stålhandske, ex cestista svedese
- 20 aprile - Chrysta Bell, cantautrice, modella e attrice statunitense
- 20 aprile - Winne, rapper surinamese
- 20 aprile - Clayne Crawford, attore e regista statunitense
- 20 aprile - Keitha Dickerson, ex cestista e allenatrice di pallacanestro statunitense
- 20 aprile - Mathew Hayman, dirigente sportivo e ex ciclista su strada australiano
- 20 aprile - David Karanka, ex calciatore spagnolo
- 20 aprile - Rebecca Makkai, scrittrice statunitense
- 20 aprile - Lauri Pyykönen, ex fondista finlandese
- 20 aprile - Jennie Reed, ex pistard statunitense
- 20 aprile - Alessandro Rigotti, doppiatore italiano
- 20 aprile - Carlos Rodríguez, schermidore venezuelano
- 20 aprile - David Sánchez, allenatore di tennis e ex tennista spagnolo
- 20 aprile - Kunihiko Takizawa, ex calciatore giapponese
- 20 aprile - Stefan Wächter, allenatore di calcio e ex calciatore tedesco
- 21 aprile - Frate Alessandro, religioso e tenore italiano
- 21 aprile - Glen Berry, attore britannico
- 21 aprile - Jacob Burns, ex calciatore australiano
- 21 aprile - Eirik Dybendal, ex calciatore norvegese
- 21 aprile - Molly Morgan, attrice statunitense
- 21 aprile - Diana Navarro, cantante spagnola
- 21 aprile - Jukka Nevalainen, batterista finlandese
- 21 aprile - Paleface, musicista finlandese
- 21 aprile - Julija Pečënkina, ex ostacolista e velocista russa
- 21 aprile - Riccardo Pinzani, dirigente sportivo e ex arbitro di calcio italiano
- 21 aprile - Ricardo Ribeiro Fernandes, ex calciatore portoghese
- 21 aprile - Léo Condé, allenatore di calcio brasiliano
- 21 aprile - Matteo Serafini, allenatore di calcio e ex calciatore italiano
- 21 aprile - Branden Steineckert, batterista statunitense
- 22 aprile - Jagoba Arrasate, allenatore di calcio e ex calciatore spagnolo
- 22 aprile - David Bandelj, scrittore italiano
- 22 aprile - Gabriel Chochoľák, pallavolista slovacco
- 22 aprile - Stacy Clinesmith, ex cestista e allenatrice di pallacanestro statunitense
- 22 aprile - Claudia Corbani, ex cestista italiana
- 22 aprile - DJ Drama, disc jockey e produttore discografico statunitense
- 22 aprile - Aaron Fink, chitarrista statunitense
- 22 aprile - Manu Intiraymi, attore statunitense
- 22 aprile - Ezekiel Jackson, culturista e ex wrestler statunitense
- 22 aprile - Tamicha Jackson, ex cestista statunitense
- 22 aprile - Hayrulla Karimov, ex calciatore uzbeko
- 22 aprile - Paul Malakwen Kosgei, maratoneta e mezzofondista keniota
- 22 aprile - Ida Auken, politica e teologa danese
- 22 aprile - Pedro Duarte, ex calciatore portoghese
- 22 aprile - Marc Pircher, cantante e fisarmonicista austriaco
- 22 aprile - Moise Poida, allenatore di calcio e ex calciatore vanuatuano
- 22 aprile - Müşfiq Qəmbərov, ex calciatore azero
- 22 aprile - Kamila Rajdlová, ex fondista ceca
- 22 aprile - Penny Tai, cantante e compositrice malese
- 22 aprile - Esteban Tuero, ex pilota automobilistico argentino
- 23 aprile - Gezahegne Abera, maratoneta etiope
- 23 aprile - Koffi Amponsah, ex calciatore ghanese
- 23 aprile - Ian Brennan, produttore televisivo e attore statunitense
- 23 aprile - Antônio Géder, ex calciatore brasiliano
- 23 aprile - Marcel Mbayo, ex calciatore congolese (Repubblica Democratica del Congo)
- 23 aprile - Papy Lukata, ex calciatore della Repubblica Democratica del Congo
- 23 aprile - Brian Mullan, ex calciatore statunitense
- 23 aprile - Saori Obata, ex tennista giapponese
- 23 aprile - Leo Pari, cantautore, musicista e produttore discografico italiano
- 23 aprile - Inti Podestá, ex calciatore uruguaiano
- 24 aprile - Patrice Beaumelle, allenatore di calcio francese
- 24 aprile - Willy Blain, ex pugile francese
- 24 aprile - Jesper Christiansen, ex calciatore danese
- 24 aprile - Stella Damasus, attrice nigeriana
- 24 aprile - Libor Došek, ex calciatore ceco
- 24 aprile - Petr Lukáš, calciatore ceco
- 24 aprile - Matt Nagy, ex giocatore di football americano e allenatore di football americano statunitense
- 24 aprile - Diego Quintana, ex calciatore argentino
- 24 aprile - Martin Rajniak, ex cestista lussemburghese
- 24 aprile - Rolan Roberts, ex cestista statunitense
- 24 aprile - Ronny Scholz, ex ciclista su strada tedesco
- 24 aprile - Beth Storry, hockeista su prato britannica
- 24 aprile - Jiří Vaněk, allenatore di tennis e ex tennista ceco
- 24 aprile - Mario Čutura, ex calciatore croato
- 25 aprile - Letícia Birkheuer, modella brasiliana
- 25 aprile - Malalai Joya, attivista, scrittrice e ex politica afghana
- 25 aprile - Duncan Kibet, maratoneta keniota
- 25 aprile - Jesús María Lacruz, ex calciatore spagnolo
- 25 aprile - Jean-Michel Lucenay, schermidore francese
- 25 aprile - Hamchétou Maïga, ex cestista e allenatrice di pallacanestro maliana
- 25 aprile - Beate Meinl-Reisinger, politica austriaca
- 25 aprile - Rody Turpijn, ex calciatore olandese
- 25 aprile - Fabian Wagner, direttore della fotografia tedesco
- 26 aprile - Avant, cantante statunitense
- 26 aprile - Heberth Bayona, ex cestista venezuelano
- 26 aprile - Elson Becerra, calciatore colombiano († 2006)
- 26 aprile - Thorsten Götze, ex sciatore alpino e sciatore freestyle tedesco
- 26 aprile - Markus Hipfl, ex tennista austriaco
- 26 aprile - Stana Katic, attrice canadese
- 26 aprile - Peter Madsen, ex calciatore danese
- 26 aprile - Dmïtrïý Mamonov, allenatore di calcio e ex calciatore kazako
- 26 aprile - Jamie McAllister, ex calciatore e allenatore di calcio scozzese
- 26 aprile - Andrés Mendoza, ex calciatore peruviano
- 26 aprile - Rachel Morrison, direttrice della fotografia statunitense
- 26 aprile - Anna Mouglalis, attrice e modella francese
- 26 aprile - Pablo Schreiber, attore e regista teatrale statunitense
- 26 aprile - Charles Wegelius, dirigente sportivo e ex ciclista su strada britannico
- 26 aprile - Stephen Williams, regista, produttore cinematografico e sceneggiatore canadese
- 27 aprile - Carlos Andrade, ex cestista capoverdiano
- 27 aprile - Knut Dørum Lillebakk, ex calciatore norvegese
- 27 aprile - Rafael Grampá, fumettista brasiliano
- 27 aprile - Sami Hinkka, bassista finlandese
- 27 aprile - Jakub Janda, ex saltatore con gli sci e politico ceco
- 27 aprile - Céline Martin, ex sciatrice alpina francese
- 27 aprile - Fredrik Neij, hacker svedese
- 27 aprile - Sebastián Ariel Romero, allenatore di calcio e ex calciatore argentino
- 27 aprile - Oumar Timbo, ex calciatore mauritano
- 27 aprile - Sami Uğurlu, allenatore di calcio e ex calciatore turco
- 27 aprile - Remmert Wielinga, ex ciclista su strada olandese
- 27 aprile - Ila, cantautrice italiana
- 28 aprile - Kazuto Aono, allenatore di pallacanestro e ex cestista giapponese
- 28 aprile - Germain Katanga, militare della Repubblica Democratica del Congo
- 28 aprile - Valentina Mari, doppiatrice e direttrice del doppiaggio italiana
- 28 aprile - Robert Oliveri, attore statunitense
- 28 aprile - Fernando Rapallini, arbitro di calcio argentino
- 28 aprile - Nate Richert, attore statunitense
- 28 aprile - Drew Scott, imprenditore e attore canadese
- 28 aprile - Emese Takács, schermitrice ungherese
- 29 aprile - Bob Bryan, ex tennista statunitense
- 29 aprile - Mike Bryan, ex tennista statunitense
- 29 aprile - Giuseppe D'Ambrosio, politico italiano
- 29 aprile - Neil Doyle, arbitro di calcio irlandese
- 29 aprile - Craig Gower, rugbista a 13 e rugbista a 15 australiano
- 29 aprile - Jason Hart, ex cestista e allenatore di pallacanestro statunitense
- 29 aprile - Sam Jones, ex cestista e allenatore di pallacanestro statunitense
- 29 aprile - Niko Kapanen, hockeista su ghiaccio finlandese
- 29 aprile - Donna Loffhagen, ex cestista neozelandese
- 29 aprile - Toni Salgado, attore spagnolo
- 29 aprile - Tyler Labine, attore canadese
- 30 aprile - Gigliola Aragozzini, attrice e showgirl italiana († 2001)
- 30 aprile - Simone Barone, allenatore di calcio e ex calciatore italiano
- 30 aprile - Kim Black, ex nuotatrice statunitense
- 30 aprile - Alice Canepa, ex tennista italiana
- 30 aprile - Sandra Hüller, attrice tedesca
- 30 aprile - Emily McInerny, ex cestista australiana
- 30 aprile - Tam Mutu, attore e cantante inglese
- 30 aprile - Rose Rollins, attrice e modella statunitense